# WiMAX
全球互通微波存取（英語：Worldwide Interoperability for Microwave Access，縮寫為WiMAX）是一项高速无线数据网络标准，主要用在都會網路，由WiMAX論壇提出並於2001年6月成形。它可提供至少一英里无线宽带接入，作为电缆和DSL之外的选择。在IEEE 802.16标准的多个版本和选项中做出唯一的选择，以保证不同厂商产品的互操作性。在802.16物理层的三个变体中，WiMAX选择了802.16-2004版的256 carrier OFDM，能夠藉由較寬的頻帶以及較遠的傳輸距離，協助電信業者與網際網路服務提供商業者建置無線網路的最後一哩，與主要以短距離區域傳輸為目的之IEEE 802.11通訊協定有著相當大的不同。
WiMAX能提供許多種應用服務，包括最後一哩无线宽带接入、熱點、行動通訊回程線路以及作為商業用途在企業間的高速連線。通過WiMAX一致性測試的產品都能夠對彼此建立無線连接並傳送網際網路分组数据。在概念上類似WiFi，WiMAX传送速率更快，传送范围距离更大，可以简单理解为一种“大WiFi”。
WiMAX的升级版WirelessMAN-Advanced（IEEE 802.16m）是两个4G标准之一。

## WiMAX的應用

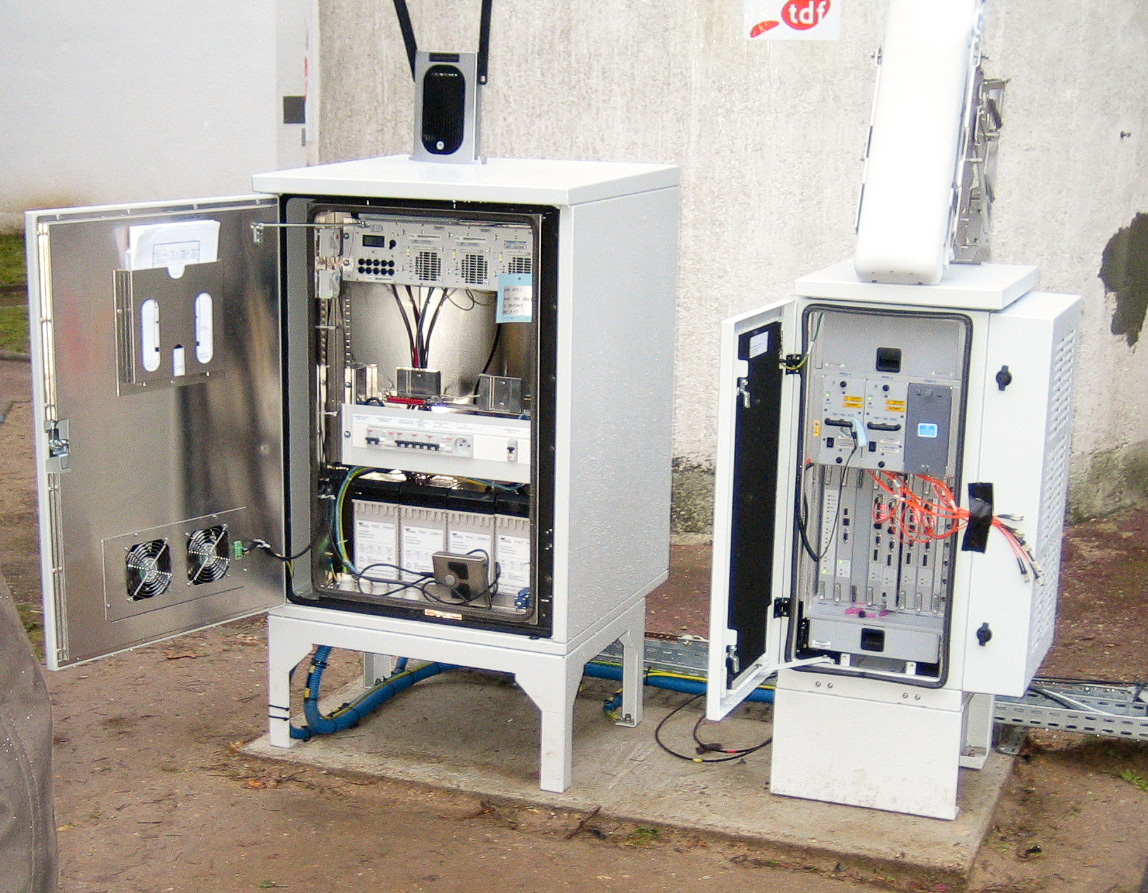
電信級WiMAX戶外基地台

WiMAX理論架構

WiMAX達到的頻寬及傳送距離使其具有提供下列服務應用的潛力：
- 作為Wi-Fi熱點間或Wi-Fi熱點到達網路其他部分之連接。
- 為最後一哩寬頻存取提供電纜或數位用戶迴路以外的無線替代方案。
- 長距離的通訊：無線電波傳送距離長，故涵蓋率較佳。
- 提供高速的行動通訊服務。
- 為企業營運持續計畫中的網路連線提供多樣化的來源：若企業同時擁有固定及無線網路連接，特別是由不相關的服務供應商提供時，則這些企業將較不易為特定之服務終止所影響。
- 作為全球漫遊連線之應用。

### 寬頻存取
許多企業正慎重研究WiMAX作為最後一哩高速連接服務的可能。由於競爭會使價格降低，這項應用將可能降低家庭或企業用戶的費用。
對於先前未建立實體電纜或電話線網路的地區，原本因費用過高而無法提供之寬頻服務將可望由WiMAX提供另一項寬頻存取的替代方案。在WiMAX之前，許多運營商都提供專用制無線網路作為寬頻服務。
許多製造商均提供室內及室外的WiMAX用戶機組。用戶自行安裝室內機組雖然方便，但與由專業人員安裝比起來，其建築與WiMAX基站間的距離將必須更小。這樣，室內安裝的機組就需要非常高的基礎建設投資，連同因為必須涵蓋整個特定區域的高數量基站而必須花費的運營成本，包括設置地點租賃、線路及維護費用。室內機組與一台電纜數據機或ADSL數據機之大小相似。室外機組允許用戶到WiMAX基站間有較遠的距離，但通常仍需要專業的安裝。室外機組尺寸上約略如一本教科書之大小，安裝方法則與住家的衛星天線類似。

### 行動應用

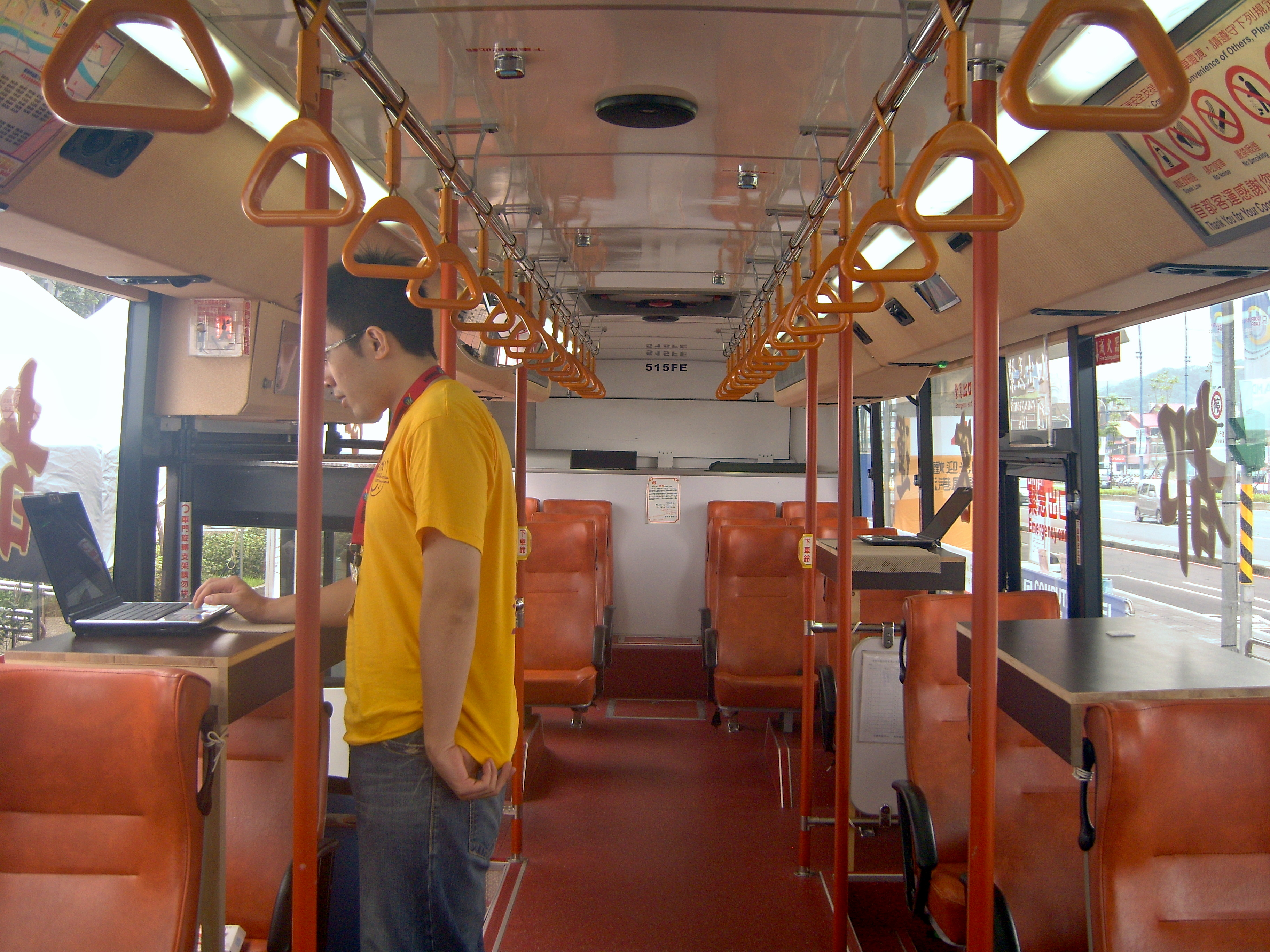
首都客運的WiMAX公車

一些行動業者正評估WiMAX作為增加頻寬以滿足多樣化的資料密集性應用的方法之一；事實上，北美業者Sprint Nextel已於2006年年中宣佈，其將於未來幾年內投資約30億美元於一項WiMAX技術的擴建計畫。
除這些可能的應用之外，此項技術也具有提供連接偏遠地區與骨幹網路間網路傳輸的應用潛力。雖然WiMAX於偏遠地區的成本效益較高，然而除此之外，它尚可作為降低以專線作為線路的成本，就以許多發展中國家有限的有線基礎設施來說，建造一個WiMAX基站作為連接原有的無線發射塔或甚至作為一個獨立的傳遞中心都會比發展一有線方案的成本來得少，而一些低人口密度及平坦區域也都特別適合WiMAX及其傳輸距離。對於原本因為投資成本過高或嚴酷地理環境而放棄發展有線基礎建設的國家，WiMAX均能提供不昂貴、分散、易部署且有效的無線方案。

## 產品發布

### 2005
- 2005年7月，諾基亞與英特爾宣佈了一項加速計畫採用與發展IEEE 802.16e。此項合作涵蓋了移動裝置、基礎網路建設、工業用市場的開發。
- 摩托羅拉與英特爾在2005年10月宣布聯合採用IEEE 802.16e標準。包含固定與移動的寬頻應用。Intel將與Motorola公司進行移動裝置、網路儀器等產品的互通性測試。
- 2005年8月，專研CDMA技術的高通公司收购Flarion公司。對於這項以OFDM專利為主的收購案，許多人都質疑高通公司的動機，認為其意圖阻礙WiMax發展，或是代表高通認同OFDM將會是代表4G移動通信的主流。[來源請求]

### 2006
- 802.16e詳細的認證規格將於下半年通過。
- 2006年1月，哥倫比亞電訊公司宣佈了在Bucaramanga城的PRE-WiMAX計畫，超過150個WiMAX與pre-WiMAX認證的系統正在被執行中。
- 2006年3月，英國開始都會內的WiMAX計畫，第一項英國標準的WiMAX網路在Westminster進行。
- 2006年3月，Rogers Communications與Bell Canada宣布一項在加拿大境內的聯合發展計畫，此項計畫將會包含100個都會區與農村的網路。
- WiBro/WiMAXm在南韓的發展自「簡單的移動」至「完整的移動特性」，並與802.16e-2005相容。
- 台灣與南韓一樣，在2.3GHz的頻譜保留了部份頻寬，在政府的支持下於2006年發佈商業執照。
- Yozan增加了在日本發展WiMAX的計畫。
- 越南政府開放了頻譜給四家WiMAX電訊業者：VNPT、VTC、FPT及Vietel，頻率分布在3.3-3.4 GHz。

### 2008
- 2008年11月12日，HTC與俄羅斯行動通訊電業者Scartel（品牌名為Yota）共同發表全球第一支GSM／WiMAX整合式雙模手機HTC Max 4G。
- 中国移动嘉兴分公司完成了王店镇的wimax无线宽带工程建设，实现了wimax无线信号在王店镇的全覆盖。[2]

### 2010
- 英特爾宣布裁撤負責推動全球WiMAX發展的專責單位（WiMAX Program Office，簡稱WPO）。但是英特爾仍然宣稱，會是WiMAX技術及市場最大支持者之一。

### 固定式与移動式WiMAX
802.16-2004（802.16d）WiMAX只支援固定式的存取，802.16-2005（802.16e）WiMAX同時支援固定及移動式的存取，產品也已开始大规模商用。
WiMAX論壇的成員們完成了完整的驗證與互通性的測試，包含：
- MacroMAX基地台與EasyST終端解決方案的應用。
- Axxcelera的ExcelMax基地台
- Sequans Communications的SQN1010-RD終端解決方案
- 西門子WayMAX@vantage基地台與終端解決方案
- Aperto的Packetmax 5000基地台
- Redline Communication的RedMAX基地台與終端解決方案
- Proxim Wireless的Tsunami MP16 3500終端解決方案
- Wavesat的miniMAX終端解決方案
- 华为的BM系列終端解決方案

## 各項標準
- IEEE Std 802.16-2004於2004年6月通過。這項標準使得之前的版本802.16-2001與其相關的802.16a、802.16c失效。IEEE Std 802.16-2004闡述固定式系統的標準。
- 802.16e （页面存档备份，存于）是一項針對802.16d的修正案，此項修正案增加了移動機制。

### IEEE 802.16e
IEEE 802.16-2005，2005年12月訂定（之前的名稱為802.16e或稱為Mobile WiMAX，但目前仍廣為使用）。WiMAX移動式標準，是一項對於固定式WiMax標準的改良，特別是在調變（modulation schemes）的部分。這項標準經由OFDMA（Orthogonal Frequency Division Multiple Access）允許固定式與移動式的Non Line of Sight (NLOS)應用。
許多人認為，經由新的調變方式—Scalable OFDMA (SOFDMA)，802.16-2005將會使得舊式802.16-2004使用的OFDM-256顯得過時並失效。

## 其他競爭技術
WiMAX技術最早提出時，WiMAX定位是取代WiFi的一種新的無線傳輸方式，但後來發現WiMAX定位比較像3.5G一樣，提供終端使用者任意上網的連結，這些功能3.5G/LTE都可以達到。WiMAX於市場上所面臨的競爭，主要是來自已廣為佈局且能提供相同服務的無線系統，如CDMA2000和UMTS，以及許多網路導向的系統如HIPERMAN和WiBro。市場定位模糊成為WiMax的最大致命傷。

### 3G及4G行動通訊系統
3G的兩個主要系統CDMA2000和UMTS均為WiMAX的競爭者，兩者均於語音服務外，尚提供DSL等級的網路服務。UMTS是WiMAX主要的競爭對手，是由歐洲幾家主要的無線電信業者所研訂。使用HSDPA技術使得資料傳輸的下行速度高達8-10Mbit/s。UMTS同時加強為UMTS-TDD的形式，使用以WiMAX導向的頻譜，並能在使用高峰導致低頻寬時提供比WiMAX更穩定的服務，以直接與WiMAX競爭。
3G行動語音系統受益於自早先原有的系統升級而來的廣泛基礎建設，其相關業者的用戶在3G系統的傳輸範圍外使用時，也能無縫地以舊有的技術傳輸，如GPRS。
目前主要的行動標準正升級到所謂的4G技術，提供高頻寬、低延遲，及語音服務建置於最上層的全IP網路服務。由GSM/UMTS升級到4G的計畫稱為3GPP長期演進技術；而對於CDMA2000這類由AMPS/TIA演進而來的技術也有項稱為超行動寬頻（UMB）的替代方案在推展。兩項計畫均捨棄現存的空中接取標準（air interfaces），改以OFDMA為下行鏈路技術，及為上行鏈路採用以OFDM為基礎的多項方案。這些都將帶來可與WiMAX相同，甚至是比WiMAX更快速的網際網路連線服務。
随着2010年英特尔对WiMAX的放弃，以及LTE在4G市场成了唯一的主流标准，WiMAX的电信运营商也逐渐向LTE转移，WiMAX论坛也于2012年将TD-LTE纳入WiMAX 2.1规范，一些WiMAX运营商也开始将设备升级为TD-LTE。

### 網路導向之系統
早期的WMAN標準如歐洲的HIPERMAN及南韓的WiBro已成為WiMAX之一部份，與WiMAX彼此均已被視為互補而非競爭的關係，例如所有部署於Wibro的發展母國南韓的網路便早已全是WiMAX。
另一方面，作為如咖啡廳或如機場之類的交通運輸中心的短距離行動網路方案，Wi-Fi系統由於早廣為铺設且已提供了足夠的覆蓋率，使一些使用者因而認為無租用WiMAX服務的必要性。

### 比較
| 標準                                       | 家族          | 一般用途                              | 無線技術               | 下載 (Mbit/s)  | 上傳 (Mbit/s)   | 註記                                                                        |
| ------------------------------------------ | ------------- | ------------------------------------- | ---------------------- | -------------- | --------------- | --------------------------------------------------------------------------- |
| LTE                                        | UMTS/4GSM     | 移动互联网                            | OFDMA/MIMO/SC-FDMA     | 100            | 50              | 下一代的先进LTE预计可提供1Gbps的下行速度                                    |
| 802.16e                                    | WiMAX         | 移动互联网                            | MIMO-SOFDMA            | 128            | 56              | 下一代的802.16m預期可以提供1Gbps速度（固定定點）和100Mbps速度給移動使用者。 |
| Flash-OFDM                                 | Flash-OFDM    | 移动互联网 移动者速度可达350公里/小时 | Flash-OFDM             | 5.3 10.6 15.9  | 1.8 3.6 5.4     | 服务范围约30km 增长至55km                                                   |
| HIPERMAN                                   | HIPERMAN      | 移动互联网                            | OFDM                   | 56.9           | 56.9            |                                                                             |
| WiBro                                      | WiBro         | 移动互联网                            | OFDMA                  | 50             | 50              | 服务范围（900 m）                                                           |
| iBurst                                     | iBurst 802.20 | 移动互联网                            | HC-SDMA/TDD/MIMO       | 64             | 64              | 3–12 km                                                                     |
| EDGE演进                                   | GSM           | 移动互联网                            | TDMA/FDD               | 1.9            | 0.9             | 3GPP R7标准                                                                 |
| UMTS W-CDMA HSDPA+HSUPA HSPA+              | UMTS/3GSM     | 移动互联网                            | CDMA/FDD CDMA/FDD/MIMO | 0.384 14.4 42  | 0.384 5.76 11.5 | HSDPA已广泛商用。典型下行速率为20 Mbit/s,上行速率为~18+ Mbit/s。            |
| UMTS-TDD                                   | UMTS/3GSM     | 移动互联网                            | CDMA/TDD               | 16             | 16              | 传输速率值依据：IPWireless，采用类似HSDPA+HSUPA的16QAM调制。                |
| 1xRTT                                      | CDMA2000      | 移动电话服务                          | CDMA                   | 0.144          | 0.144           | 下一步为EV-DO                                                               |
| EV-DO 1x Rev. 0 EV-DO 1x Rev.A EV-DO Rev.B | CDMA2000      | 移动互联网                            | CDMA/FDD               | 2.45 3.1 4.9xN | 0.15 1.8 1.8xN  | 关于Rev B: N是所用频谱为1.25 MHz的倍数。尚未商用。                          |

## WiMAX全面撤台
繼大同電信撤出WiMAX市場，全球一動也因基地台設置不夠，計畫書附加三項條件未達之由被NCC停發證照，雖其曾行使行政訴訟訴願成功，但NCC仍堅持原則。對此全球一動董事長何薇玲表示，原本支持政府政策投資，結果Intel臨時收手，根本沒有誠信可言。而威達電通則痛斥LTE業者做大，政府卻不允許WiMAX業者換照。

## 另見
- IEEE 802.11

## 外部連結
- WiMAX Forum - WiMAX Home （页面存档备份，存于）
- CNET台灣：WiMAX的真實面貌
- 台灣電信產業發展協會：WiMAX基地台有容身之處嗎？
- WIMAX啟動新一波無線商機/06年iThome/蘇碩鈞報導